# Municipio de Fertile (condado de Mountrail)
El municipio de Fertile (en inglés: Fertile Township) es un municipio ubicado en el condado de Mountrail en el estado estadounidense de Dakota del Norte. En el año 2010 tenía una población de 68 habitantes y una densidad poblacional de 0,73 personas por km².

## Geografía
El municipio de Fertile se encuentra ubicado en las coordenadas 47°53′4″N 102°10′11″O / 47.88444, -102.16972. Según la Oficina del Censo de los Estados Unidos, el municipio tiene una superficie total de 92.74 km², de la cual 92,71 km² corresponden a tierra firme y (0,03 %) 0,03 km² es agua.

## Demografía
Según el censo de 2010, había 68 personas residiendo en el municipio de Fertile. La densidad de población era de 0,73 hab./km². De los 68 habitantes, el municipio de Fertile estaba compuesto por el 92,65 % blancos, el 1,47 % eran afroamericanos, el 4,41 % eran amerindios y el 1,47 % eran de una mezcla de razas. Del total de la población el 0 % eran hispanos o latinos de cualquier raza.